# Marstal Sogn
Marstal Sogn er et sogn i Langeland-Ærø Provsti (Fyens Stift).
I 1800-tallet var Marstal Sogn et selvstændigt pastorat. Sognet bestod af Marstal Landsogn Kommune, der var en sognekommune, som hørte til Ærø Herred i Svendborg Amt, og Marstal Handelsplads Kommune, der kun geografisk hørte til herredet, men havde nogle af en købstads rettigheder.
I 1962 blev landsognet indlemmet i handelspladsen. I 1964 blev øen Birkholm overført fra Drejø Kommune til Marstal Handelsplads. Ved kommunalreformen i 1970 mistede Marstal sin status som handelsplads, men byen var stor nok til at danne Marstal Kommune, der i 2006 – 1 år før strukturreformen i 2007 – indgik i Ærø Kommune.
I Marstal Sogn ligger Marstal Kirke fra 1738 og Ommel Kirke fra 1894.
I sognet findes følgende autoriserede stednavne:
- Birkholm (areal, ejerlav)
- Birkholm by (bebyggelse)
- Bondebyen (bebyggelse)
- Egehoved (bebyggelse)
- Egholm (Marstal Sogn) (ejerlav)
- Ellenet (bebyggelse)
- Eriks Hale (areal)
- Græsvænge (bebyggelse)
- Grønningsnor (bebyggelse)
- Gråsten Nor (areal, ejerlav)
- Gudsgave (bebyggelse, ejerlav)
- Gudsgave Præstegård (bebyggelse)
- Halmø (areal)
- Kalvehave (bebyggelse)
- Katteskov (bebyggelse)
- Kløven (vandareal)
- Kløvsenskov (bebyggelse)
- Knastebjerg (bebyggelse)
- Kragnæs (bebyggelse, ejerlav)
- Kragnæshoved (bebyggelse)
- Landsbyen (bebyggelse| , ejerlav)
- Langholm (areal)
- Langholmshoved (areal)
- Lille Egholm (areal)
- Marstal (bebyggelse, ejerlav)
- Midtmark (bebyggelse)
- Nyland (areal)
- Nørreholm (areal)
- Nørremark (bebyggelse)
- Ommel (bebyggelse, ejerlav)
- Ommelshoved (areal, bebyggelse)
- Over Haven (bebyggelse)
- Pilegård (bebyggelse, ejerlav)
- Rolpested (bebyggelse)
- Ronæs (bebyggelse)
- Skovlandet (areal)
- Store Egholm (areal)
- Strandby (bebyggelse)
- Strandvejen (bebyggelse)
- Trappeskov (bebyggelse)
- Trovsløkke (bebyggelse)
- Vesterskov (bebyggelse)
- Ørbæk (bebyggelse)